# سودابه تاجبخش
سودابه تاجبخش (۱۳۰۸ – ۲۵ مرداد ۱۴۰۳) خواننده اپرا اهل ایران بود.

## زندگی

### آغاز
سودابه تاجبخش در سال ۱۳۰۸ در تهران زاده شد. او خواهرزاده غلامحسین بنان بود. تاجبخش از سوی خانواده خود به فراگیری موسیقی ایرانی تشویق شد. اما او این نوع موسیقی را دوست نداشت. نخستین اپرای او در سال ۱۳۲۶ بود. این برنامه کار لیلی بارا خواننده اتریشی بود که از جنگ جهانی دوم به ایران پناهنده شده بود. پس از مهاجرت لیلی بارا به آمریکا استاد بعدی در هنرستان عالی موسیقی او تامارا پیلوسیان بود که او هم مدتی بعد به اروپا رفت. پس از آن از آموزش‌های اولین باغچه‌بان بهره برد.

## درگذشت
سودابه تاجبخش در سال ۱۴۰۲ پس از یک زمین خوردگی بخش مهمی از توانایی جسمی و ذهنی خود را از دست داد. او در ۲۵ مرداد ۱۴۰۳ درگذشت.